# Hans Hollein
Hans Hollein (født 30. marts 1934 i Wien, død 24. april 2014) var en østrigsk arkitekt og designer.
Hollein var uddannet ved Bundesgewerbeschule i Wien (1949-1953) og derefter ved Wien Kunstakademi. Endvidere har han haft studieophold ved Illinois Institute of Technology i Chicago samt College of Environmental Design ved University of California, Berkeley, hvor han i 1960 opnåede kandidatgrad i arkitektur. I USA arbejdede Hollein bl.a. sammen Ludwig Mies van der Rohe, Frank Lloyd Wright og Richard Neutra. Han arbejdede senere på forskellige arkitektkontorer i Australien, Sydamerika, Sverige og Tyskland inden han i 1964 etablerede eget kontor i Wien.
Holleins arkitektur er tæt forbundet med Wien og dens historiserende stilarter og den østrigske jugend, og Hollein fortsætter wienerkunstnernes udgangspunkt i bl.a. barokken, som han i udstrakt grad udfordrede.
Hollein var kritiker af funktionalismen og havde en teori om, at "alt er arkitektur" for at udfordre funktionalismens strenge formalisme. Hans ofte dominerende modernistiske arkitektur klos op ad barok- og gotikbygninger i Wiens indre by skaber med sin nærmest provokerende synlighed debat. Eksempler herpå er hans Haas-Haus med sin spejlfacede over for Wiens Domkirke og indgangspartiet til det barokke Albertina.

## Udsnit af værker
- Østrigs ambassade, Berlin, Tyskland, 1996-2001
- Lichtforum Wien, Wien, Østrig, 1995
- Europäisches Zentrum für Vulkanismus, Saint-Ours-les-Roches, Frankrig, 1994-1997
- Museum for moderne kunst, Frankfurt am Main, Tyskland, 1987-1991
- Haas-Haus, Wien, Østrig, 1985-1990
- Folkeskole i Köhlergasse, Wien, Østrig, 1977-1990
- Schullin juvelerbutik, Wien, Østrig, 1973
- Städtisches Museum Abteiberg, Mönchengladbach, Tyskland, 1972-1982
- Richard Feigen Gallery, New York, USA, 1970

- Haas-Haus overfor Stephansdom i Wien
- Indgangspartiet til Albertina i Wien med den markante "Soravia Wing" af Hans Hollein
- Museum for moderne kunst i Frankfurt am Main